# 倉吉淀屋
倉吉淀屋（くらよしよどや）または旧牧田家住宅（きゅうまきたけじゅうたく）は、鳥取県倉吉市の打吹玉川重伝地区にある歴史的建造物。倉吉市に現存する最古の商家建築である。倉吉市指定文化財。

## 歴史

### 倉吉淀屋の歴史
宝永2年（1705年）に大坂の豪商である淀屋が闕所（けっしょ）処分を受けた後、淀屋で番頭を務めていた牧田仁右衛門（牧田家）が暖簾分けという形で倉吉淀屋を開いた。宝暦10年（1760年）に主屋が建てられ、天保9年（1838年）に付属屋が建てられた。倉吉淀屋は稲扱千刃や倉吉絣を扱って富を築いた。
やがて倉吉淀屋は大坂にも進出したが、明治時代初期に牧田家が断絶した後、建物は郵便局や借家として使用された。

### 建物の保存と活用
1979年（昭和54年）の調査により建物の価値が見出された。
2006年（平成18年）に建物が倉吉市に寄贈された際、土地と付属屋を市が購入し、2007年度（平成19年度）から2008年度（平成20年度）に保存修理工事が行われた。この間の2007年（平成19年）2月22日には「旧牧田家住宅（主屋・付属屋）」として倉吉市指定文化財に指定された。2016年度（平成28年度）から2017年度（平成29年度）には門と式台玄関の復元修理が行われた。以前は土蔵なども存在したが、現在は主屋と付属屋のみが残っている。

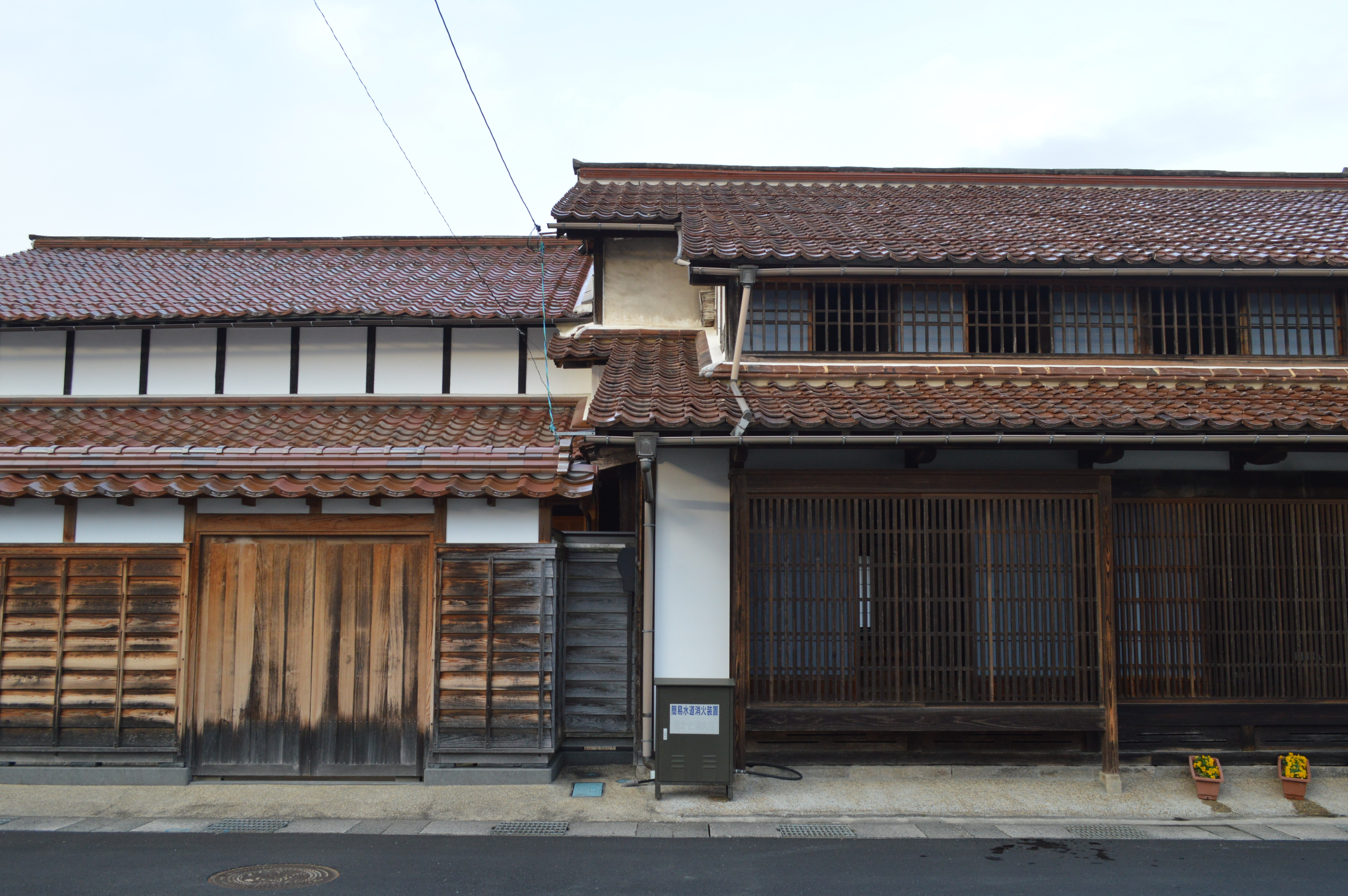
主屋（右）と付属屋
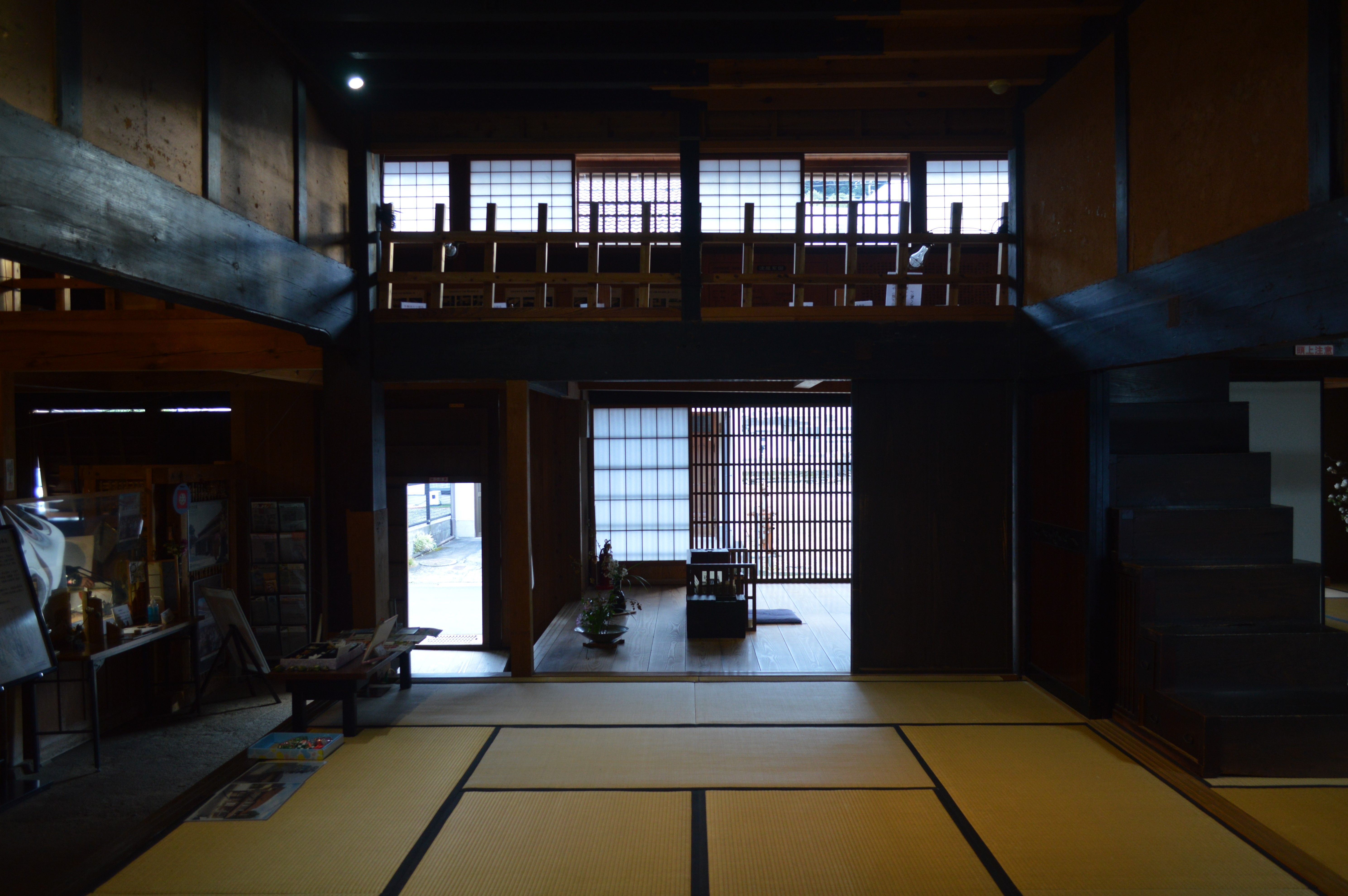
主屋
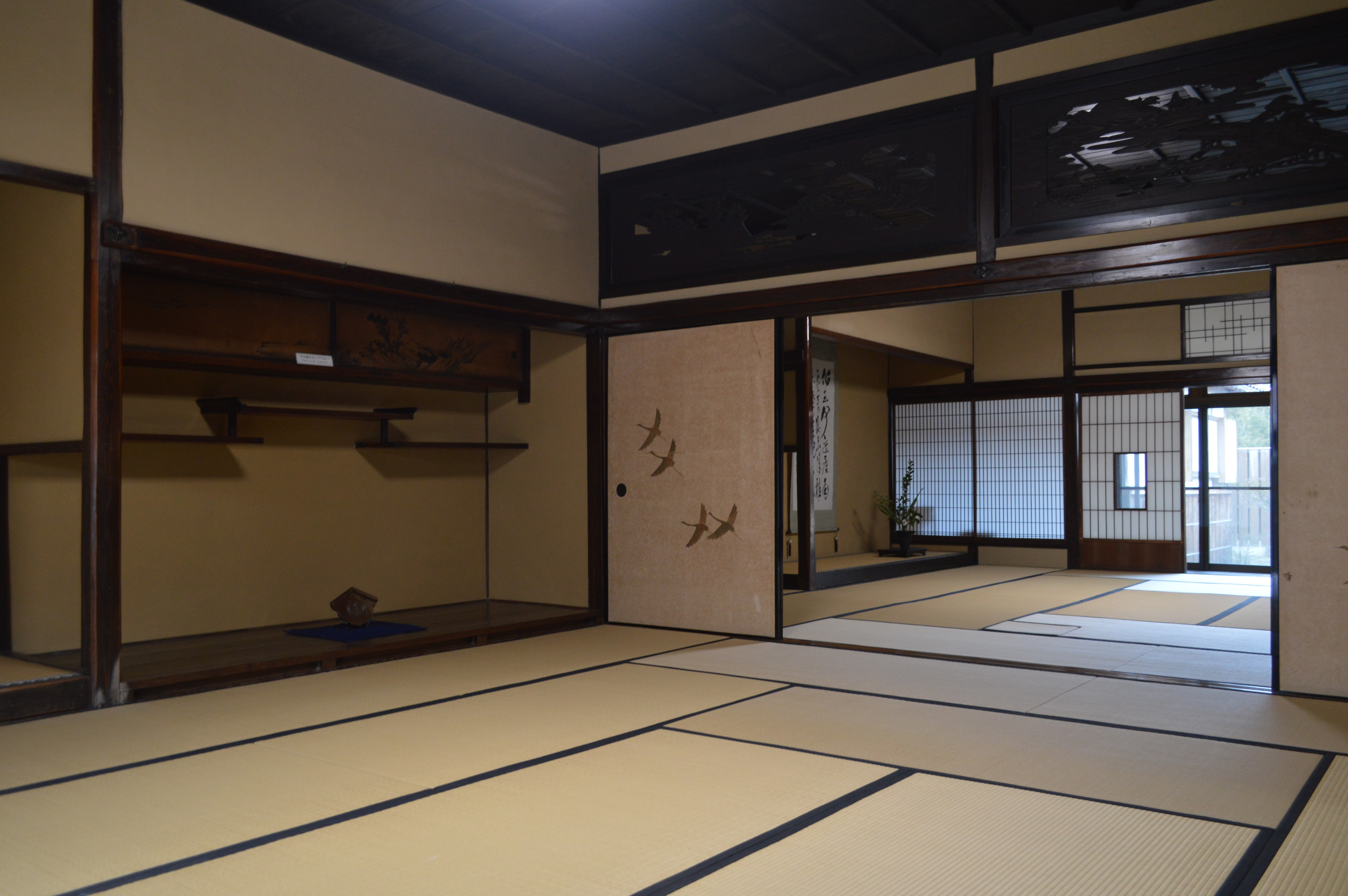
付属屋

## 周辺
- 豊田家住宅 - 登録有形文化財。